# کهنه (جغتای)
کَهنه(Kahneh) یا کاهنه، روستایی در دهستان دستوران بخش مرکزی شهرستان جغتای استان خراسان رضوی ایران است.

## جمعیت
بر پایه سرشماری عمومی نفوس و مسکن در سال ۱۳۹۸ جمعیت این روستا ۹۶۶ نفر (در ۲۷۸ خانوار) بوده است.

## وجه تسمیه
در خصوص معنی واژهٔ کهنه دو نظر وجود دارد
1. اگر واژهٔ کهنه از زبان تازی گرفته شده باشد به معنی مردمان غیبگوی، فالگوی، کاهن و جادوگر می‌باشد.
2. اگر واژهٔ کهنه ریشه در زبان پهلوی یا پارسی میانه داشته باشد به معنی قلعه و برج می‌باشد.

مردم روستا تا سالهای اخیر در مکالمات روز مره جهت معرفی کهنه از واژهٔ قلعه استفاده می‌نمودند و در حال حاضر نیز به سمت بالا و ضلع جنوبی روستا پشت قلعه و به سمت پایین و ضلع شمالی روستا زیر قلعه گفته می‌شود.

## تاریخچه روستا
روستای کهنه در دوران گذشته بوسیلهٔ شش برج که در جناحین روستا(۳ برج ضلع شمال ،۳ برج ضلع جنوب) جهت ایمن بودن از خطر یورشها محصور بوده است.